# Partit Democràtic Lliure
El Partit Democràtic Lliure (en alemany, Freie Demokratische Partei, FDP) és un partit polític d'Alemanya d'ideologia liberal.

## Història
El FDP, hereu de la tradició liberal del Partit Democràtic Alemany (DDP) i del Partit Democràtic Popular (DVP) va ser creat després de la Segona Guerra Mundial com un partit que reunís tant a liberals d'esquerres com de dretes. Des de les eleccions federals alemanyes de 1949, formava part d'una coalició de govern amb la Unió Demòcrata Cristiana d'Alemanya (CDU) i el Partit Alemany (DP) sota el canceller Konrad Adenauer; el primer President Federal, Theodor Heuss, va ser membre del FDP. Amb resultats d'entre el 5 i el 10 per cent dels vots, el FDP s'establia com la tercera força d'Alemanya, participant en els governs conservadors i promovent el model alemany de la "economia social de mercat".
A les eleccions federals alemanyes de 1965, la CDU va caure per sota del 50 per cent de nou i va haver de tornar a establir una coalició amb el FDP i que Adenauer aconseguís la reelecció, fins que el 1963 el vicecanceller Ludwig Erhard es va convertir en el seu successor, però a les eleccions federals alemanyes de 1965 amb el 47,6% dels vots tampoc aconsegueix la majoria absoluta i es forma un nou govern amb el FDP amb problemes pressupostaris més grans a mesura que l'economia es deteriora. El juliol de 1966 el Partit Socialdemòcrata d'Alemanya va guanyar les eleccions a Renània del Nord-Westfàlia amb gairebé el 50% dels vots, rellevant en el govern a la CDU, i el canceller Erhard va haver de renunciar a la reelecció i el FDP es va inquietar per aconseguir el mínim del cinc per cent dels vots que donaven entrada al Bundestag. En 1967 el dèficit era de diversos milers de milions de marcs i Erhard volia augmentar els impostos, mentre que el FDP ho rebutjava i els quatre ministres del FDP van dimitir l'octubre de 1966.
Després d'uns anys en l'oposició, es va aliar amb els socialdemòcrates en 1969 sota els governs de Willy Brandt i Helmut Schmidt. En 1982, el FDP va tornar a canviar de soci de govern, oferint un pacte a la CDU de Helmut Kohl i donant suport una moció de censura contra Helmut Schmidt. A partir d'aquest viratge el FDP va actuar cada vegada més com un partit liberal de dretes, subratllant l'economia lliure i descurant la seva faceta de defensor de drets civils. Així, va permetre l'establiment d'Els Verds com un partit d'ideologia liberal d'esquerres. En les eleccions federals de 1998 van assolir treure més vots que el FDP, que va quedar relegat a la quarta posició i va passar a l'oposició per segona vegada en la seva història. Després d'una campanya erràtica, en la qual algun membre de la cúpula del partit fins i tot va recórrer a al·lusions antisemites, el FDP tot just va assolir millorar el seu resultat a les eleccions de 2002, traient el 7,4% dels vots. Després de participar com a soci minoritari en el segon govern de Merkel entre 2009 i 2013, en les eleccions federals de 2013 el partit sofrí una desfeta, la qual es consolidà després de les nombroses desfetes en les eleccions als länder, quedant-se sense cap escó a Bundestag al no arribar al 5% necessari (va obtenir un 4,8%) i, per tant, obtenint el seu pitjor resultat des de la fundació del partit el 1948.
Després de les eleccions federals del 18 de setembre de 2005, en les quals es va presentar amb un discurs netament neoliberal, el FDP va tornar a augmentar fins al 9,8% dels vots convertint-se de nou en la tercera força política d'Alemanya, però el resultat de les eleccions no va bastar per a una coalició amb la CDU, el soci preferit del FDP. No obstant això, podria haver entrat en el govern mitjançant dues possibles coalicions: CDU+FDP+Verds (la "coalició Jamaica") o SPD+FDP+Verds ("coalició del Semàfor").
No obstant això, el FDP rebutjava qualsevol pacte amb els socialdemòcrates i, per altra banda, els Verds no estaven disposats a una coalició amb els dos partits de dreta. Per tant, va acabar formant-se una "gran coalició" entre democristians i socialdemòcrates, i el FDP es va quedar en l'oposició per tercera legislatura consecutiva. A continuació, i vista la pràctica impossibilitat d'una futura participació en un govern sense Els Verds, durant un temps el FDP semblava tractar de tornar a obrir-se cap al centre i millorar el seu escàs perfil en política social i ecològica. No obstant això, des que a la tardor de 2007 tant SPD, CDU com Verds giressin a l'esquerra en matèria social, el FDP ha tornat a posicionar-se com a guardià de la doctrina neoliberal.
A les eleccions federals del 2009 el FDP augmentà considerablement, i obtingué 93 diputats al Bundestag. Després de les eleccions formà part del govern de coalició entre la CDU, CSU i FDP encapçalat per Angela Merkel, del que Westerwelle fou vicecanceller. En abril de 2011 Westerwelle va deixar la presidència del partit després de diversos fracassos electorals, sent succeït per Philipp Rösler.
A les eleccions de 2013 el FDP no aconseguí arribar al mínim dels 5% dels vots requerits per entrar al parlament, quedant-se sense representació per primera vegada des de la Segona Guerra Mundial, i Rösler dimití com a líder del partit, sent succeït per Christian Lindner.
Després de les eleccions federals alemanyes de 2021, amb el rebuig a una cinquena gran coalició tant per la CDU/CSU com pel SPD, el FDP i Aliança 90/Els Verds (GRÜNE) tenien la clau de la governabilitat. El 23 de novembre, després de complexes converses de coalició, SPD, FDP i Verds van formalitzar un acord per formar una coalició, i Olaf Scholz i el seu gabinet van ser elegits pel Bundestag el 8 de desembre. La coalició de govern va col·lapsar el 6 de novembre de 2024 quan Christian Lindner, el ministre de Finances i líder del FDP va ser destituït per Olaf Scholz, que va proposar un vot de confiança a mitjans de gener seguit d'unes eleccions anticipades a finals de març amb la intenció de liderar un govern entretant en minoria format pel SPD i els Verds amb l'objectiu d'aprovar projectes de llei clau, inclòs el pressupost del 2025.
A les eleccions federals alemanyes de 2025 el partit es va convertir en extraparlamentari i Christian Lindner va presentar la seva renúncia a la direcció del partit el 24 de febrer de 2025.

## Resultats electorals

### Eleccions legislatives
| Any  | Líder             | Uninominal | Uninominal | Llista de partit | Llista de partit | Escons   | +/– | Govern                |
| Any  | Líder             | Vots       | %          | Vots             | %                | Escons   | +/– | Govern                |
| ---- | ----------------- | ---------- | ---------- | ---------------- | ---------------- | -------- | --- | --------------------- |
| 1949 | Franz Blücher     |            |            | 2,829,920        | 11.9 (#3)        | 52 / 410 |     | CDU/CSU–FDP–DP        |
| 1953 | Franz Blücher     | 2,967,566  | 10.8       | 2,629,163        | 9.5 (#3)         | 53 / 509 | 1   | CDU/CSU–FDP–DP        |
| 1957 | Reinhold Maier    | 2,276,234  | 7.5        | 2,307,135        | 7.7 (#4)         | 43 / 519 | 10  | Oposició              |
| 1961 | Erich Mende       | 3,866,269  | 12.1       | 4,028,766        | 12.8 (#3)        | 67 / 521 | 24  | CDU/CSU–FDP           |
| 1965 | Erich Mende       | 2,562,294  | 7.9        | 3,096,739        | 9.5 (#4)         | 50 / 518 | 17  | CDU/CSU–FDP (1965–66) |
| 1965 | Erich Mende       | 2,562,294  | 7.9        | 3,096,739        | 9.5 (#4)         | 50 / 518 | 17  | Oposició (1966–69)    |
| 1969 | Walter Scheel     | 1,554,651  | 4.8        | 1,903,422        | 5.8 (#4)         | 31 / 518 | 19  | SPD–FDP               |
| 1972 | Walter Scheel     | 1,790,513  | 4.8        | 3,129,982        | 8.4 (#4)         | 42 / 518 | 11  | SPD–FDP               |
| 1976 | Hans-Dietrich G.  | 2,417,683  | 6.4        | 2,995,085        | 7.9 (#4)         | 40 / 518 | 2   | SPD–FDP               |
| 1980 | Hans-Dietrich G.  | 2,720,480  | 7.2        | 4,030,999        | 10.6 (#3)        | 54 / 519 | 14  | SPD–FDP (1980–82)     |
| 1980 | Hans-Dietrich G.  | 2,720,480  | 7.2        | 4,030,999        | 10.6 (#3)        | 54 / 519 | 14  | CDU/CSU–FDP (1982–83) |
| 1983 | Hans-Dietrich G.  | 1,087,918  | 2.8        | 2,706,942        | 6.9 (#4)         | 35 / 520 | 19  | CDU/CSU–FDP           |
| 1987 | Martin Bangemann  | 1,760,496  | 4.7        | 3,440,911        | 9.1 (#4)         | 48 / 519 | 13  | CDU/CSU–FDP           |
| 1990 | Otto Graf L.      | 3,595,135  | 7.8        | 5,123,233        | 11.0 (#3)        | 79 / 662 | 31  | CDU/CSU–FDP           |
| 1994 | Klaus Kinkel      | 1,558,185  | 3.3        | 3,258,407        | 6.9 (#5)         | 47 / 672 | 32  | CDU/CSU–FDP           |
| 1998 | Wolfgang Gerhardt | 1,486,433  | 3.0        | 3,080,955        | 6.2 (#5)         | 43 / 669 | 4   | Oposició              |
| 2002 | Guido Westerwelle | 2,752,796  | 5.8        | 3,538,815        | 7.4 (#5)         | 47 / 603 | 4   | Oposició              |
| 2005 | Guido Westerwelle | 2,208,531  | 4.7        | 4,648,144        | 9.8 (#3)         | 61 / 614 | 14  | Oposició              |
| 2009 | Guido Westerwelle | 4,076,496  | 9.4        | 6,316,080        | 14.6 (#3)        | 93 / 622 | 32  | CDU/CSU–FDP           |
| 2013 | Philipp Rösler    | 1,028,645  | 2.4        | 2,083,533        | 4.8 (#6)         | 0 / 631  | 93  | Extraparlamentari     |
| 2017 | Christian Lindner | 3,249,238  | 7.0        | 4,997,178        | 10.7 (#4)        | 80 / 709 | 80  | Oposició              |
| 2021 | Christian Lindner | 4,040,783  | 8.7        | 5,316,698        | 11.5 (#4)        | 92 / 735 | 12  | SPD–Verds–FDP         |
| 2021 | Christian Lindner | 4,040,783  | 8.7        | 5,316,698        | 11.5 (#4)        | 92 / 735 | 12  | Oposició (2024-25)    |
| 2025 | Christian Lindner | 1,623,351  | 3.3        | 2,148,878        | 4.3 (#7)         | 0 / 630  | 92  | Extraparlamentari     |

### Parlament Europeu
| Any  | Vots      | %         | Escons  | +/– |
| ---- | --------- | --------- | ------- | --- |
| 1979 | 1,662,621 | 5.9 (#4)  | 4 / 81  |     |
| 1984 | 1,192,624 | 4.8 (#5)  | 0 / 81  | 4   |
| 1989 | 1,576,715 | 5.6 (#6)  | 4 / 81  | 4   |
| 1994 | 1,442,857 | 4.1 (#6)  | 0 / 99  | 4   |
| 1999 | 820,371   | 3.0 (#6)  | 0 / 99  | =   |
| 2004 | 1,565,431 | 6.1 (#6)  | 7 / 99  | 7   |
| 2009 | 2,888,084 | 11.0 (#4) | 12 / 99 | 5   |
| 2014 | 986,253   | 3.3 (#7)  | 3 / 96  | 9   |
| 2019 | 2,028,353 | 5.4 (#7)  | 5 / 96  | 2   |
| 2024 | 2,060,457 | 5.18 (#7) | 5 / 96  | =   |

### Parlaments estatals (Länder)
| Estat                            | Any  | Vots    | %         | Escons   | +/– | Govern            |
| -------------------------------- | ---- | ------- | --------- | -------- | --- | ----------------- |
| Baden-Württemberg                | 2021 | 508,278 | 10.5 (#4) | 18 / 154 | 6   | Oposició          |
| Bremen                           | 2023 | 64,155  | 5.1 (#6)  | 5 / 84   | =   | Oposició          |
| Baviera                          | 2023 | 413,595 | 3.0 (#6)  | 0 / 205  | 11  | Extraparlamentari |
| Berlín                           | 2023 | 70,416  | 4.6 (#6)  | 0 / 147  | 12  | Extraparlamentari |
| Brandenburg                      | 2024 | 12,462  | 0.8 (#10) | 0 / 88   | =   | Extraparlamentari |
| Hamburg                          | 2020 | 199,263 | 4.9 (#6)  | 1 / 123  | 8   | Oposició          |
| Hessen                           | 2023 | 141,608 | 5.0 (#5)  | 8 / 137  | 3   | Oposició          |
| Baixa Saxònia                    | 2022 | 170,298 | 4.7 (#5)  | 0 / 146  | 11  | Extraparlamentari |
| Mecklenburg-Pomerània Occidental | 2021 | 52,945  | 5.8 (#6)  | 5 / 79   | 5   | Oposició          |
| Rin del Nord-Westfàlia           | 2022 | 418,460 | 5.9 (#4)  | 12 / 195 | 16  | Oposició          |
| Renània-Palatinat                | 2021 | 106,835 | 5.5 (#5)  | 6 / 101  | 1   | Coalició          |
| Saarland                         | 2022 | 21,618  | 4.8 (#5)  | 0 / 51   | =   | Extraparlamentari |
| Saxònia                          | 2024 | 20,995  | 0.9 (#10) | 0 / 119  | =   | Extraparlamentari |
| Saxònia-Anhalt                   | 2021 | 68,277  | 6.4 (#5)  | 7 / 97   | 7   | Coalició          |
| Slesvig-Holstein                 | 2022 | 88,613  | 6.4 (#4)  | 5 / 69   | 4   | Oposició          |
| Turíngia                         | 2024 | 13,582  | 1.1 (#7)  | 0 / 90   | 5   | Extraparlamentari |